# Улица Куйбышева (Феодосия)
Улица Куйбышева — в исторической части Феодосии, проходит от улицы Назукина до Беломорского переулка.

## История

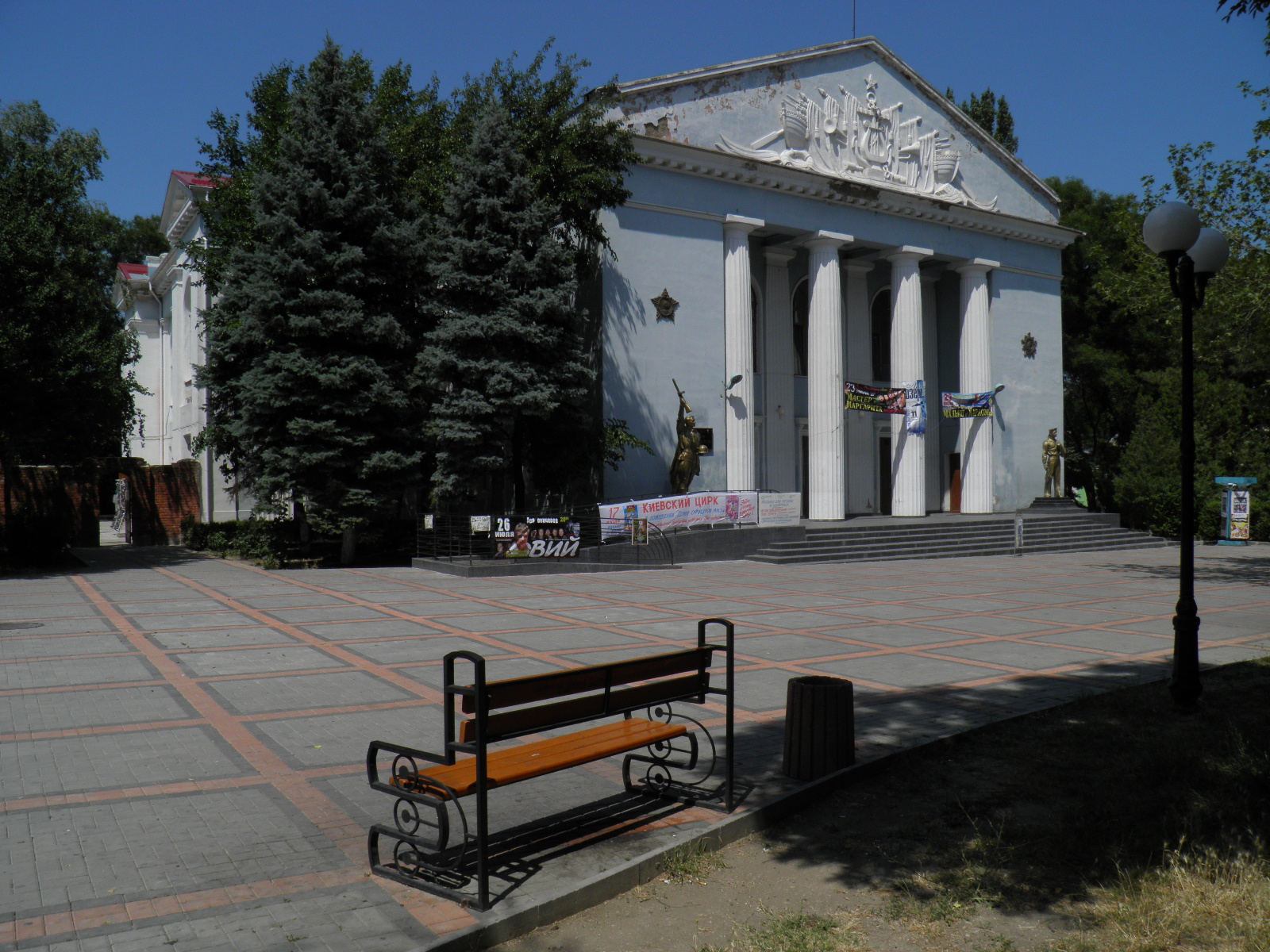
Дом офицеров флота

Проложена по так называемой Солдатской слободе, в середине XIX века — пустынной окраине города. В 1908 году была замощена.

Первоначальное название — Лазаретная, по находившемуся здесь, в районе пересечения с современной улицей Галерейной, лазарету 52 пехотного Виленского полка.

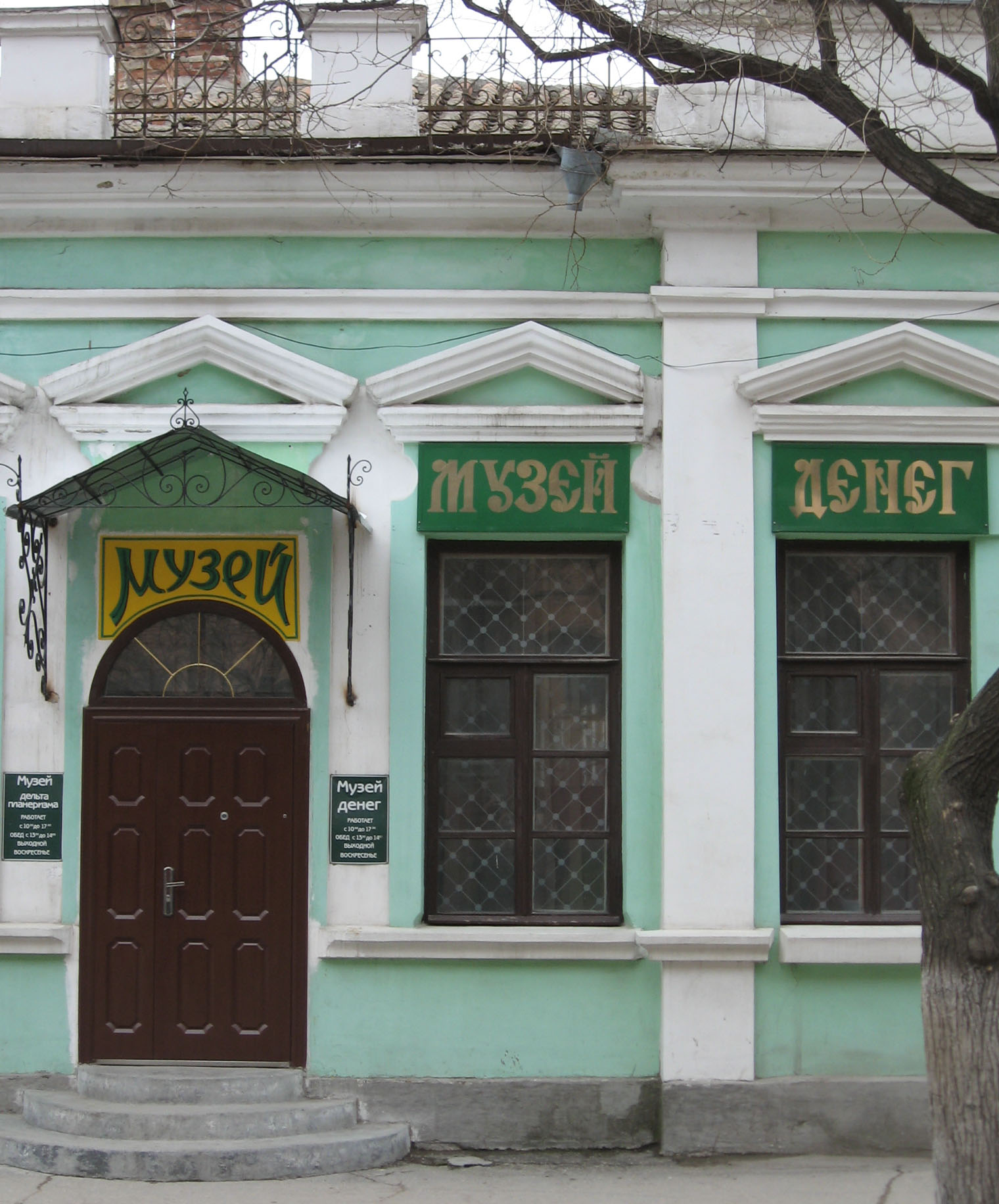
Феодосийский музей денег

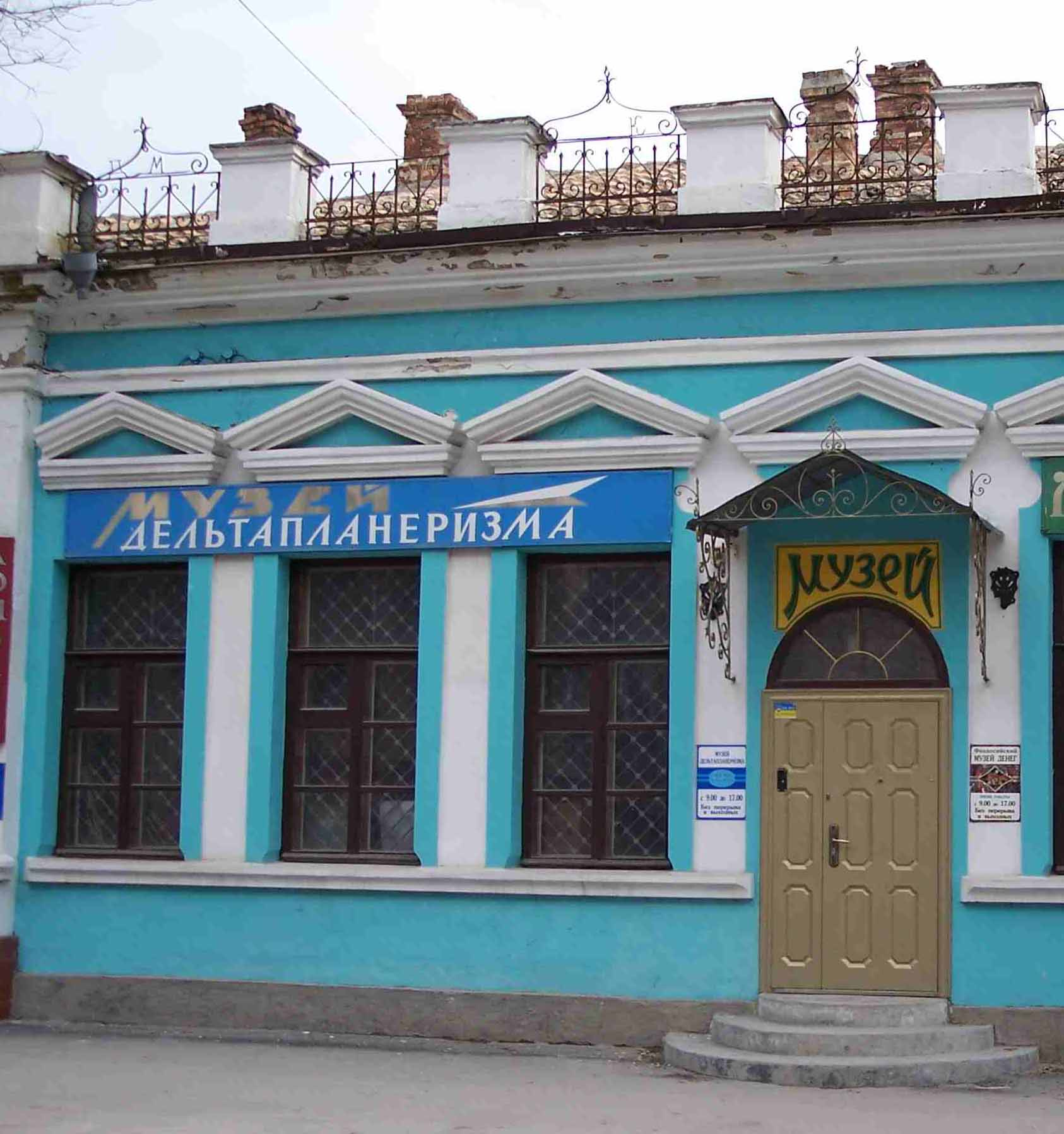
Музей дельтапланеризма

В 1904 году на улице было окончено постройкой здание новой хоральной синагоги. В 1929 году синагогу закрыли, а её здание перестроили в Дом офицеров флота.
Современное название с 1935 года в честь советского государственного деятеля В. В. Куйбышева (1888—1935).
Во время немецкой оккупации (1941—1944) на перекрестке с Галерейной улицей новыми властями была установлена виселица.
С 1984 года в Феодосии начался сбор экспонатов для будущего Музея планеризма, в 1986 в д. 12 была открыта первая выставка
22 августа 2003 в д. 12 по улице открыт Феодосийский музей денег.
Зеленые насаждения 1960-х годов на улице выкорчеваны и планируются к замене

## Достопримечательности
д. 12 — Феодосийский музей денег
 — Музей свободного полёта им. К. К. Арцеулова
д. 21 — Дом офицеров флота
д. 24 — Дом, в котором находилась явочная квартира большевиков
На улице сохранилась типичная городская застройка Феодосии 1-2-этажными жилыми зданиями, с протяжёнными фасадами и сочными каменными деталями — карнизами, наличниками, сандриками.

## Известные жители
д. 31 — Александр Грин